# Fort Nieuw-Amsterdam

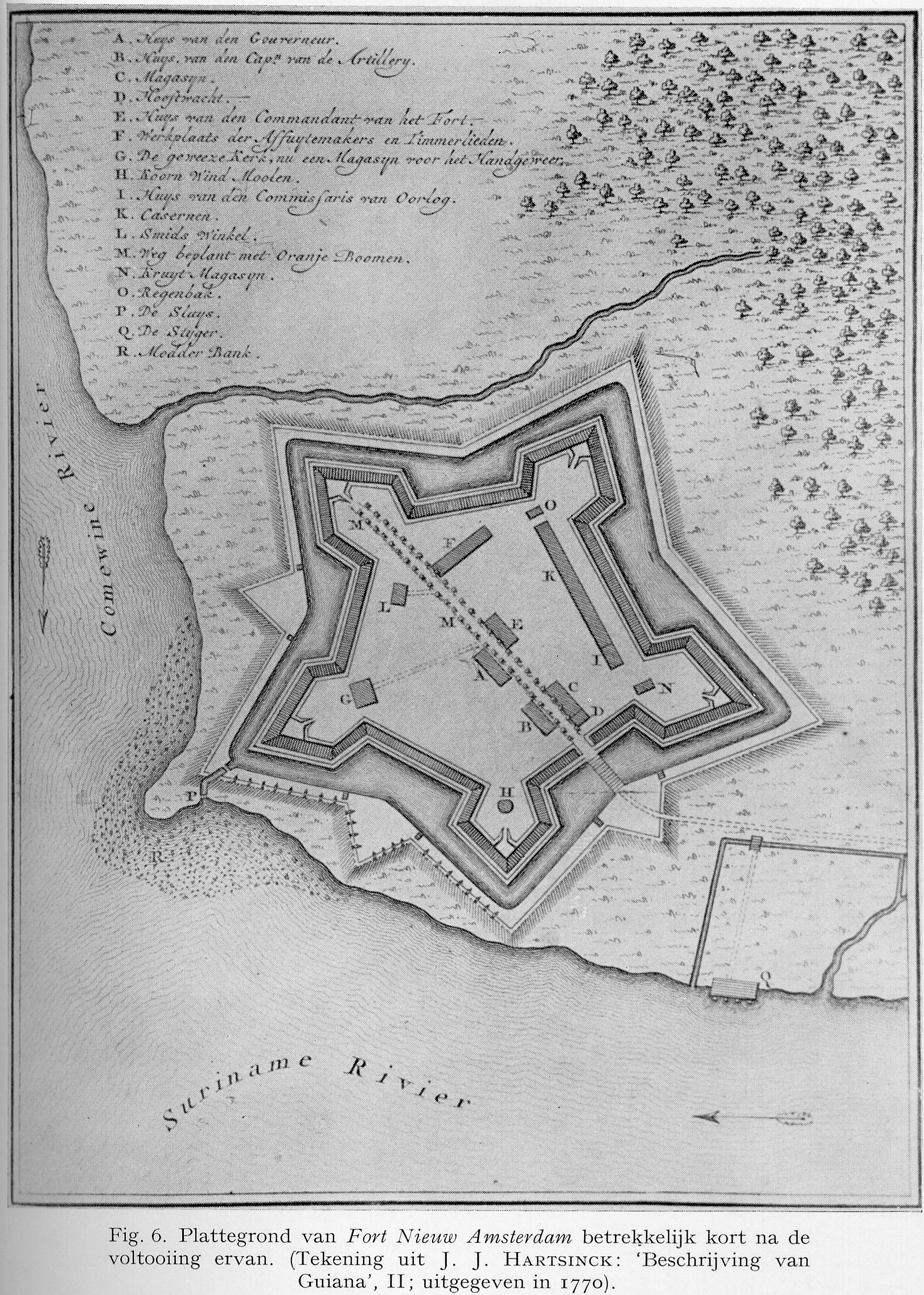
Fort Nieuw-Amsterdam

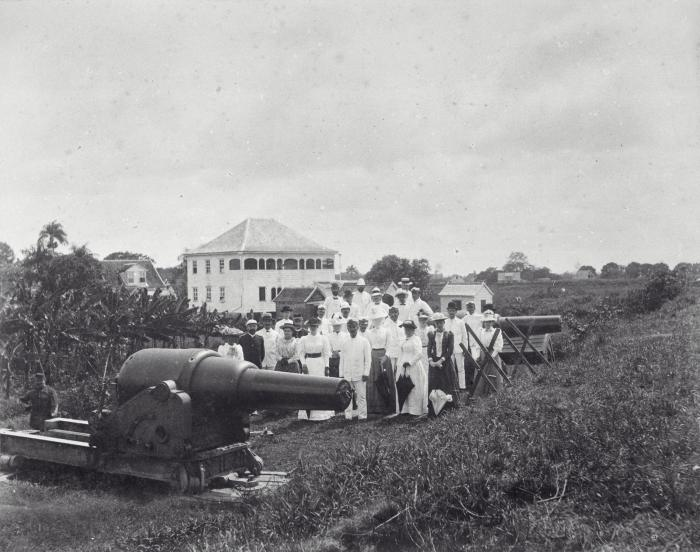
Gouverneur Titus van Asch van Wijck op bezoek op Fort Nieuw Amsterdam, ca. 1893-1894

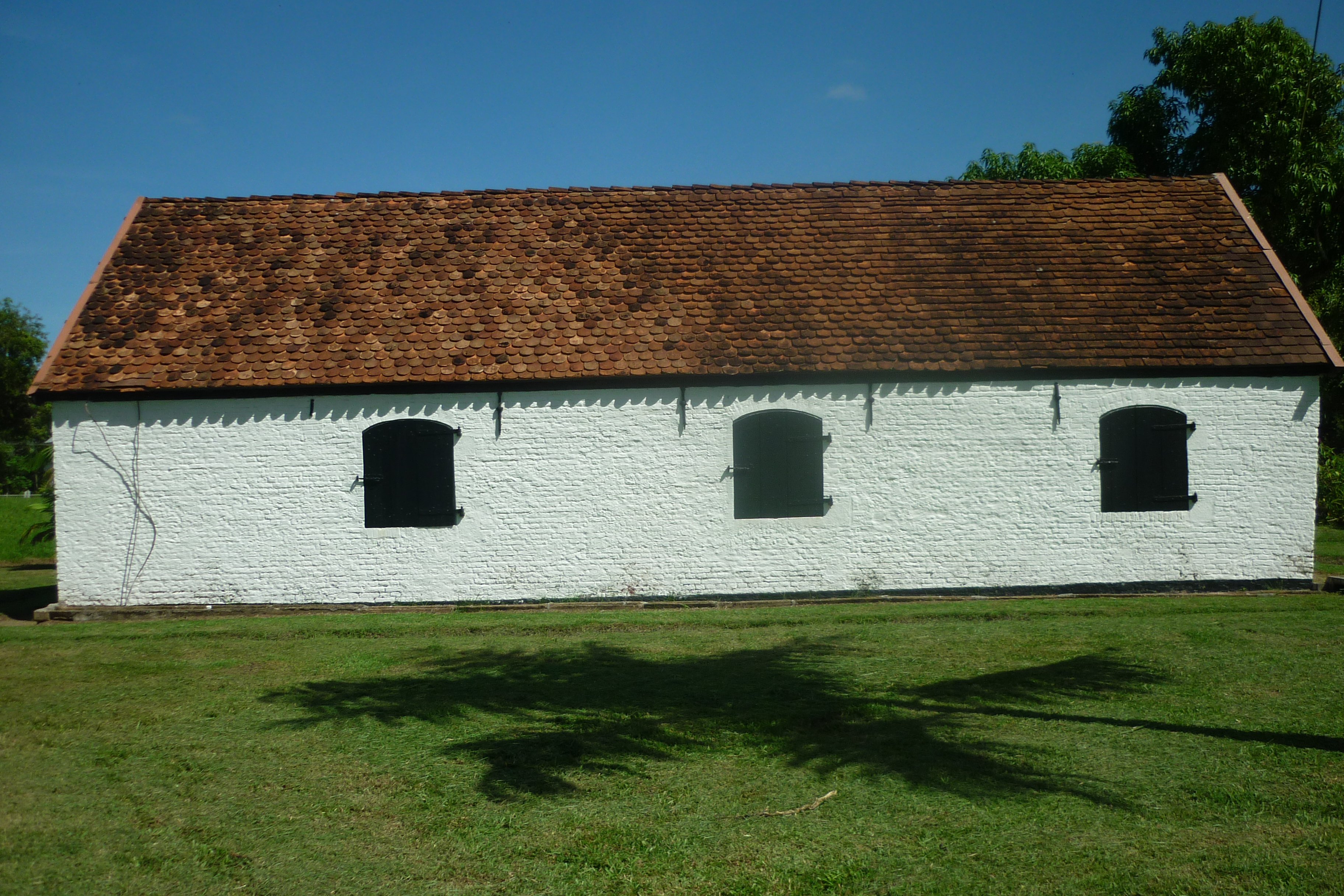
Het oudste kruithuis

Fort Nieuw-Amsterdam is een voormalig Nederlands fort bij Nieuw-Amsterdam in Suriname. Het fort ligt aan de rechteroever van de Surinamerivier waar deze met de Commewijnerivier samenvloeit.

## Geschiedenis
Nadat in 1712 de Fransen een succesvolle aanval hadden uitgevoerd op een deel van de plantages rond Fort Zeelandia, werd op de rechteroever van de rivier dit fort gebouwd.

### Bouw
De eerste steen voor de bouw van het fort werd door J.A.H. de Cheusses gelegd in december 1734. De bouw duurde tot 1747. Net als Fort Zeelandia heeft het fort de vorm van een regelmatige vijfhoek met bastionpunten. Het ontwerp was van ingenieur P. Desroques, directeur-generaal van 's lands fortificatiën van 1713-1730.
De bouw verliep moeizaam. Men was van plan de stenen ter plaatse te bakken, maar de klei bleek te zilt en te nat te zijn om goede stenen van te maken. Baksteen moest daarom uit Nederland aangevoerd worden. Ook bleek dat de moerassige bodem ongeschikt voor de bouw van dikke muren. In 1735 werd daarom  besloten om een aarden wal aan te leggen met daarop een palissade.
Tussen de binnenmuur en de wal kwam een gracht met een ophaalbrug. Er werd ook een sluis gemaakt om de waterstand in het fort te beheersen. In het fort waren kazernes, twee kruithuizen, wachtgebouwen, een timmerloods, een smederij, een steenbakkerij en diverse waterreservoirs. Het eerste Kruithuis bleek al snel te klein en werd, toen een groter gereed was, in gebruik genomen als artillerielaboratorium.

### Ligging
Het fort ligt op een zeer strategisch punt van waaruit beide rivieren verdedigd kunnen worden. Samen met andere forten diende het als verdedigingslijn tegen binnenvallende vijandelijke vloten. De sterkte werd in 1799 door de Engelsen veroverd en bleef, net als de rest van Nederlands-Guiana, met een kleine onderbreking tot 1816 onder Engels gezag.

### Twintigste eeuw
In 1907 verloor de sterkte de functie van verdedigingswerk. Het bestuurscentrum van het district Commewijne werd er toen in gevestigd. In 1943 werd de Nieuw Amsterdam, exclusief het fort, tot dorpsgemeente verklaard. Het fort heeft van 1863 - 1967 als strafgevangenis gediend.
Tijdens de Tweede Wereldoorlog werden in het fort kazematten gebouwd en enkele Amerikaanse stukken scheepsgeschut geplaatst.
Tot 1955 werd de gevangenis in het fort de hel van Fort Nieuw-Amsterdam genoemd. Gevangenen werden hier in donkere cellen geplaatst en min of meer aan hun lot overgelaten. Een verdrag van de Verenigde Naties die de minimale rechten van gevangen vastlegde, the Mandela Rules (United Nations Standard Minimum Rules for the Treatment of Prisoners), maakte een eind aan de slechte omstandigheden en leidde tot de bouw van het complex Santo Boma.

## Museum
Op de locatie van het fort is sinds 1968 een openluchtmuseum gevestigd. Het raakte in de militaire jaren 1980 in verval en werd in 2007 met Nederlandse steun opnieuw opgeknapt en werd het museum heropend. Het terrein heeft een oppervlakte van bij elkaar twintig hectare.